# Salcedillo
Salcedillo är en kommun i Spanien.   Den ligger i provinsen Provincia de Teruel och regionen Aragonien, i den östra delen av landet, 230 km öster om huvudstaden Madrid. Arean är 16,0 kvadratkilometer. Salcedillo gränsar till Allueva.
Terrängen i Salcedillo är lite kuperad.